# Oliveros (Almería)

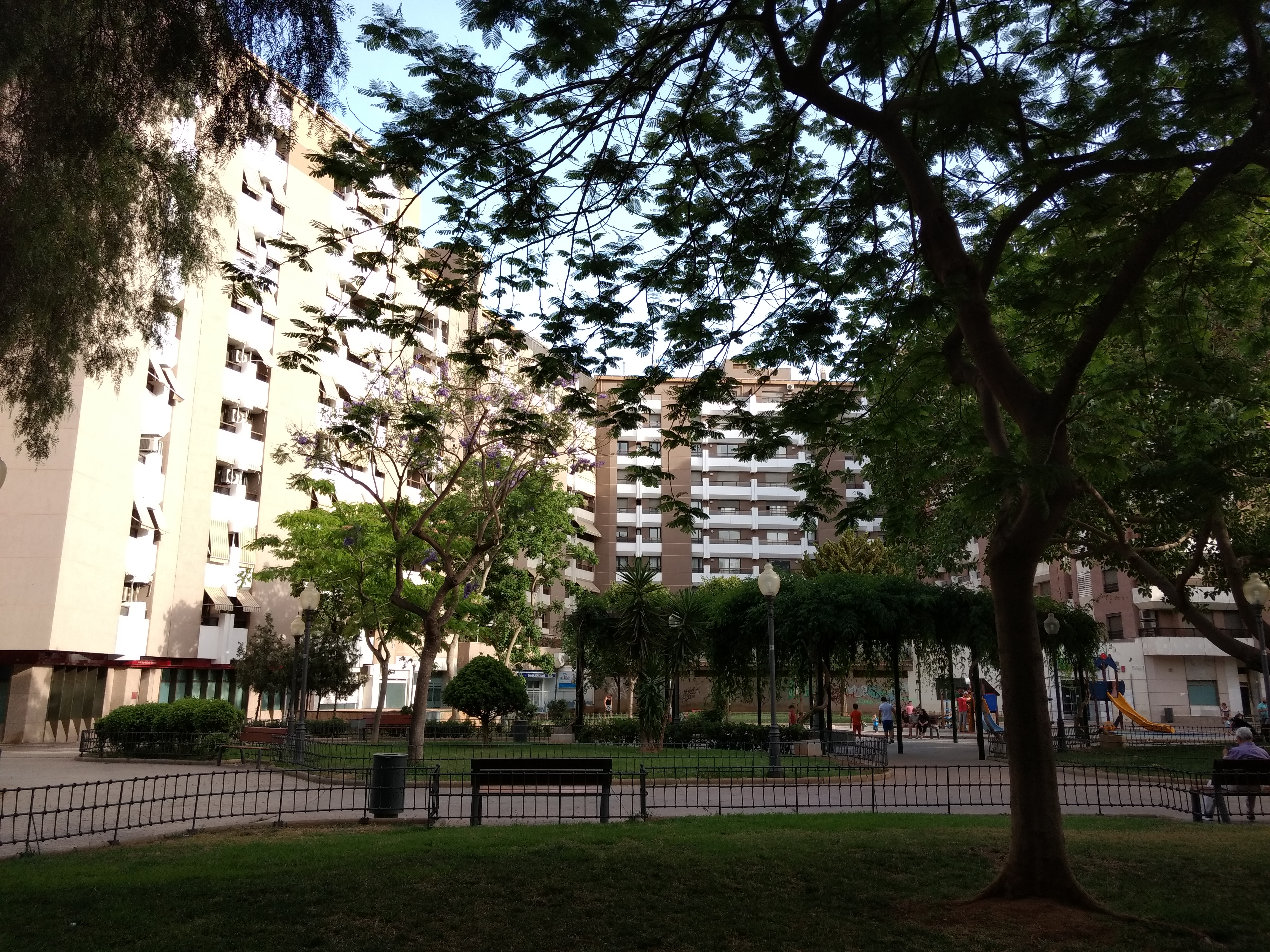
Parque del barrio de Oliveros

Oliveros es un barrio de la ciudad española de Almería (Andalucía). Limitado al sur y este por la Carretera Ronda, al oeste por la Rambla de Belén (avenida Reina Regente). Al barrio le da nombre la antigua factoría situada a ese lado de la Rambla. En él se encuentra el Centro de Arte Museo de Almería (CAMA), la Biblioteca Francisco Villaespesa, la Estación Intermodal de Almería, la comandancia de la Guardia civil y, provisionalmente, la sede de la Alcaldía.

## Historia

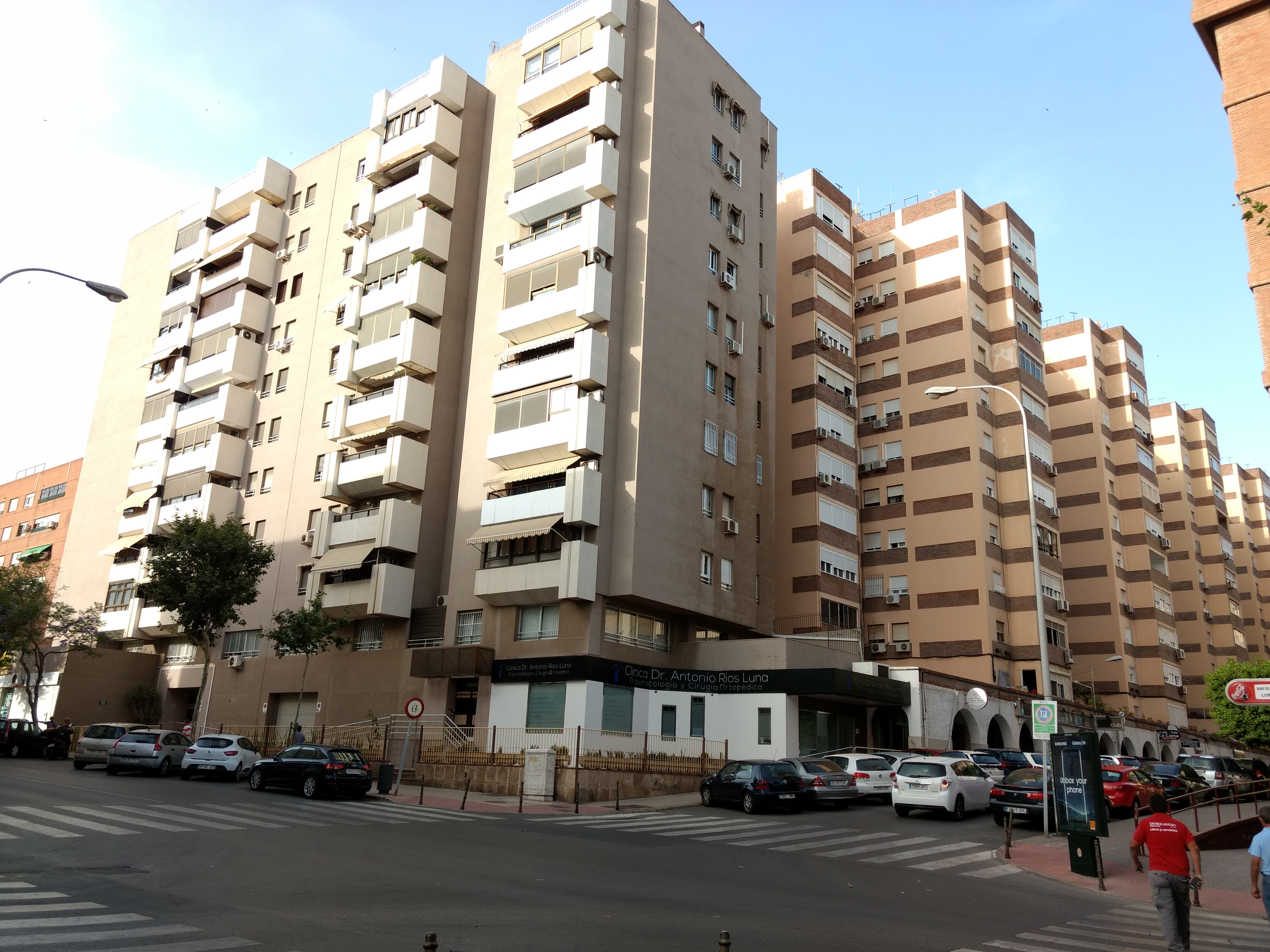
Barrio de Oliveros

El actual barrio de Oliveros es el resultado de un gran proyecto de promoción inmobiliaria en los años 80 por el empresario Juan José Moreno Alarcón, miembro fundador de la Asociación de Empresarios de Almería (Asempal). Anteriormente en este emplazamiento se encontraban los popularmente llamados Talleres Oliveros, fábrica perteneciente a D. Francisco Oliveros, muerto en la Guerra Civil. Estos se dedicaban a la construcción y reparación de piezas para los vagones de ferrocarril de RENFE.

## Lugares de interés
- Centro de Arte Museo de Almería (CAMA): ubicado en el Preventorio, chalet de tradición regionalista situado en la Plaza de Barcelona y construido en 1927 por Guillermo Langle. Alberga exposiciones temporales de arte contemporáneo.[1]
- Biblioteca Francisco Villaespesa: aunque su origen se sitúa en 1850, el edificio actual fue inaugurado en 1983, y es un elemento indispensable en la vida cultural, educativa y del ocio de Almería.
- Parroquia de Santa Teresa de Jesús. Situada en la calle Canónigo Molina Alonso ofrece misa diaria.

## Transporte urbano
El barrio está comunicado mediante el transporte urbano con el centro y otros puntos de la ciudad. Por él discurren las líneas 2 y 18.

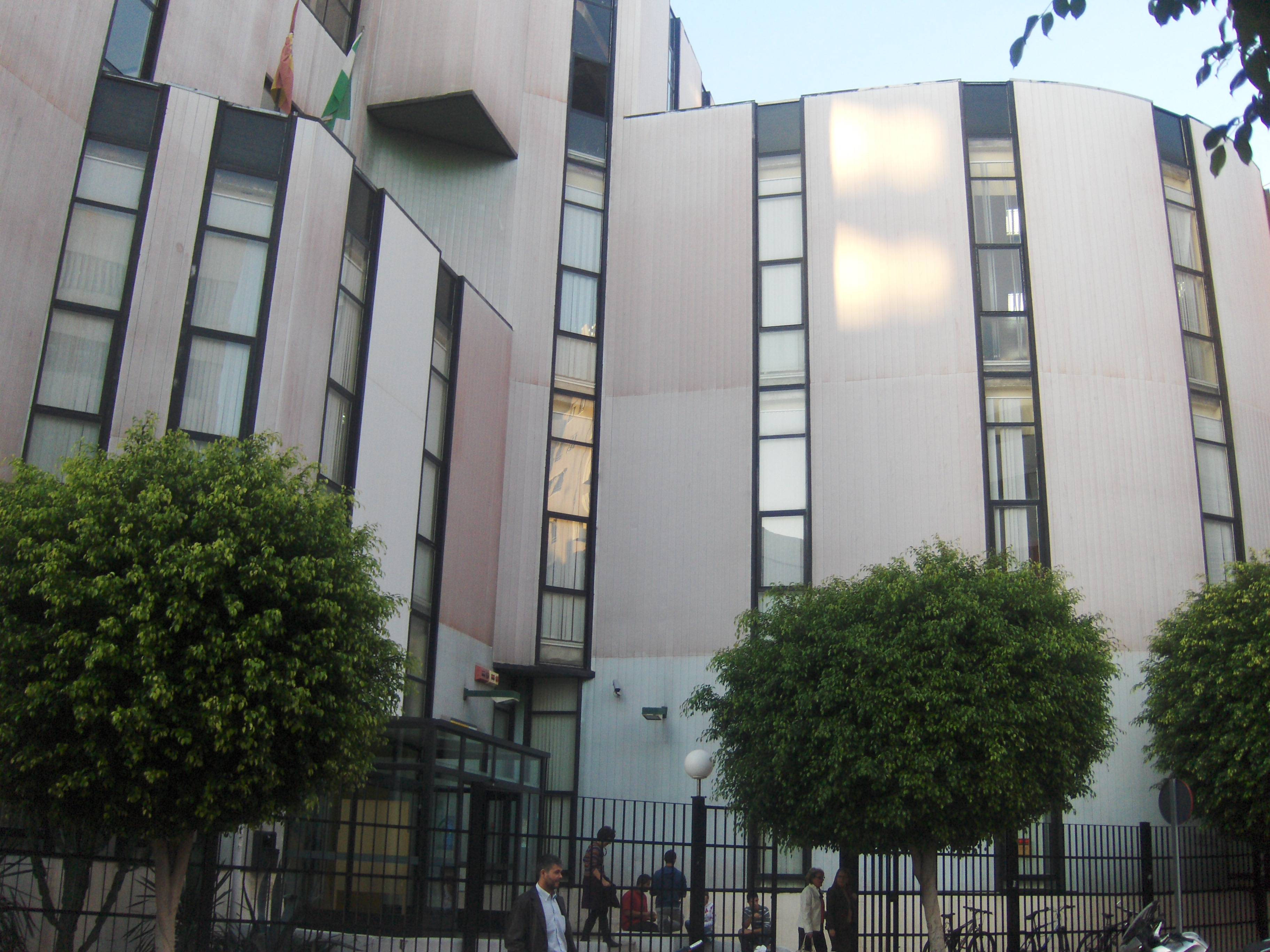
Biblioteca Francisco Villaespesa.

|                                                                                      | Surbus Ir a la base de datos      | Surbus Ir a la base de datos | Surbus Ir a la base de datos | Surbus Ir a la base de datos | Surbus Ir a la base de datos |
| Línea                                                                                | Trayecto                          | Horario 1 Laborables         | Horario 2 Sábados            | Horario 3 Festivos           | Frecuencia 1/2/3             |
| ------------------------------------------------------------------------------------ | --------------------------------- | ---------------------------- | ---------------------------- | ---------------------------- | ---------------------------- |
|                                                                                      | Centro-Torrecárdenas              | 6:35 a 22:40                 | 6:35 a 22:45                 | 6:35 a 22:45                 | 15´/25´/ 30´                 |
|                                                                                      | El Puche-Pescadería               | 7:10 a 22:20                 | 7:00 a 22:00                 | 7:40 a 22:00                 | 20´/35´/ 35´                 |
|                                                                                      | Piedras Redondas-Árbol de la Seda | 6:25 a 22:10                 | 6:35 a 22:30                 | 6:35 a 22:45                 | 25´/25´/ 35´                 |
|                                                                                      | Centro-Costacabana                | 6:55 a 22:40                 | 7:10 a 22:40                 | 7:10 a 22:10                 | 20´/30´/ 60´                 |
| - La frecuencia y el horario se refire a: Laborables / Sábados / Domingos y festivos |                                   |                              |                              |                              |                              |